# Михалоглу
Михалоглу е късно-средновековна и османска династия от периода 14 – 16 век, която е интегрирана в османското управление на Румелия. 
Михалоглу като типично османско презиме значи „син на Михал“ и по-точно на Кьосе Михал. Според османистът Франц Бабингер, Кьосе Михал е управител на Хирменкия във Източната римска империя и вероятно е роднина на Палеолозите. Византийски ренегати, приели исляма и предводители на акънджиите, Михалоглу спомагат за османското завладяване на Босна и сръбските земи, извършвар набези в Трансилвания, грабежи в Унгария и Албания Венета.  По време на походите на султан Сюлейман I (1520 – 1566) „Михаловите акънджии“ наброявали около 50 000 бойци. През 1625 г., след битката при Гюргево и дългата война, намаляват на 2000 – 3000 бойци. 
За изключителните си заслуги към османската династия и в частност на Кьосе Михал към Осман I Гази (като негова дясна ръка), членовете на семейството и фамилията получават обширни мюлкове покрай река Дунав в задължение да поддържат всички важни османски крепости по реката, а именно Шабац, Смедерево, Голубац, Видин, Оряхово, Никопол, Русе, Тутракан, Малък Никопол и Гюргево. Влиянието на фамилията в Дунавска България и Влашко е огромно досами края на 16 век. 
Фамилията се вплита и в управлението на Влашко със свой клон Крайовеску, сродявайки се с Басарабите.
През 1470 г. при управлението на Мехмед II членът на клана Михалоглу Али бей даже прави набег до Венето в Северна Италия и Австрия, но през 1492 г. попада във Вилах в плен от войските на германския крал Максимилиан I и е екзекутиран според германски данни, обаче според османските хронисти умира в дълбока старост в балканските си земи. 
По принцип фамилията се води свързана с Плевен, макар нейни клонове да има и в Ихтиман, Бурса и Амасия. 